# Santa Dorotea (titolo cardinalizio)
Santa Dorotea (in latino: Titulus Sanctæ Doroteæ) è un titolo cardinalizio istituito da papa Francesco il 12 giugno 2014.  Il titolo insiste sulla chiesa di Santa Dorotea.
Dal 27 agosto 2022 il titolare è il cardinale Jorge Enrique Jiménez Carvajal, arcivescovo emerito di Cartagena.

## Titolari
- Javier Lozano Barragán (12 giugno 2014 - 20 aprile 2022 deceduto)
- Jorge Enrique Jiménez Carvajal, C.I.M., dal 27 agosto 2022